# Håkan Abenius
Håkan Wilhelm Abenius,( Västerfärnebo, condado de Västmanland, 5 de julio de 1902 – Uppsala, 7 de febrero de 1981), fue un magnate, industrial y ingeniero de minas sueco. Era hijo de Wilhelm Abenius y hermano de Margit Abenius.

## Biografía
Abenius comenzó su carrera como ingeniero de minas en las minas de Boliden AB entre 1935 y 1938. Posteriormente, fue contratado como jefe de la planta de cobre de Falun en 1939 y se convirtió en director general de Stora Kopparbergs Bergslags AB entre 1948 y 1966. Su periodo en la empresa fue una época de gran expansión, durante la cual se llevó a cabo una amplia ampliación de la acería de Domnarvet.

## Carrera
Abenius fue miembro de la Comisión Estatal de Industria de 1943 a 1945 y, en 1944, fue nombrado representante de la industria bélica para la provincia de Dalarna. También fue presidente de la Federación de Industrias de Suecia entre 1957 y 1959 y de Jernkontoret entre 1962 y 1970. En 1961, Abenius fue elegido miembro de la Real Academia Sueca de Ciencias de la Ingeniería.
Abenius está enterrado en el antiguo cementerio de Uppsala.
- Abenius, Håkan en Vem är det 1969
- Nationalencyklopedin, edición en CD de 2000